# ФК Витебск
ФК „Витебск“ е беларуски футболен отбор от гр. Витебск.
Предишните му имена са: „Красное знамя“, „Двина“, „Витяз“ и „КИМ“.
Освен с „Левски“ тимът се е срещал и с хърватския „Вартекс“ в Интертото, където отпада с общ резултат 3:4. Най-големите постижения са Купата на Беларус и 2 пъти 2-ри места.

## Успехи
- Сребърен медалист в Беларуска висша лига: 1993, 1995
- Бронзов медалист в Беларуска висша лига: 1994, 1997
- Носител на Купа на Беларус: 1998
- Финалист в Купата на Асоциацията на „Беларуската федерация по футбол“: 2007